# Ардагаст
Ардагаст (ср.-греч. Αρδαγαστος) — вождь одного из объединений дунайских славян (предположительно, склавинов) в VI веке, земли которых находились на левом берегу реки Дунай на территории современной Румынии.

## Биография
В 584 году Ардагаст, подстрекаемый каганом аваров Баяном I, с большим войском славян напал на балканские провинции Византии. Он разорил все земли вплоть до Длинных стен, окружавших Константинополь, но был разбит византийским полководцем Коментиолом и отступил к Дунаю. В 585 году славяне во главе с Ардагастом опять разорили придунайские земли Византии, захватили большую добычу, однако около Адрианополя (современный Эдирне в Турции) вновь были разбиты Коментиолом. Бросив добычу, славяне отступили за Дунай.
В 593 году подвластные Ардагасту славяне напали на византийскую Фракию. В ответ византийский стратиг Приск с большим войском переправился через Дунай и неожиданно атаковал подвластных Ардагасту славян. Ардагасту удалось бежать, но его владения были разорены, множество славян попало в плен и было отправлено в Византию. После этих событий сведения об Ардагасте исчезают.
Этимология имени Ардагаст точно не установлена. По одним предположениям, оно произошло от имени славянского бога Радегаста, по другим — от праславянского *Ordogostъ.